# Château de Saujon
Le château de Saujon parfois appelé château de Richelieu est un château situé sur la commune de Saujon en Charente-Maritime qui fut la propriété du cardinal de Richelieu entre 1638 et 1642.

## Historique

Armes d'Olivier de Coëtivy

Une première mention de la place forte de Saujon est faite au IXe siècle puisque la garde est confiée à Taillefer de Léon, comte d’Angoulême par Charlemagne. La seigneurie de Saujon dépend par la suite des seigneurs de Mortagne sans pour autant que l’existence y soit mentionnée. Cette première place forte a probablement été détruite au cours des XIIIe et XIVe siècles dans les conflits opposant Français et Anglais. La seigneurie est cependant acquise au cours du XVe siècle par la famille de Coëtivy qui se constitue un important comté dans la région avec en son centre Taillebourg. La première mention du château se trouve dans un parchemin du chartrier de Thouars où en mai 1475, Olivier de Coëtivy reçoit de Louis XI (son beau-frère) l’autorisation de faire un château.
« Olivier de Coëtivy chevalier et seigneur de Raiz, de Taillebourg, de Cozes, de Saujon (…) de faire reclore la ville de Saujon et avec ce de faire édifier en laditte chastellenie, au lieu lequel verra le plus avantageux et convenable un chasteau de murailles, pont-levis, boulevards, fossés et autres fortifications propices et nécessaire à place forte ».

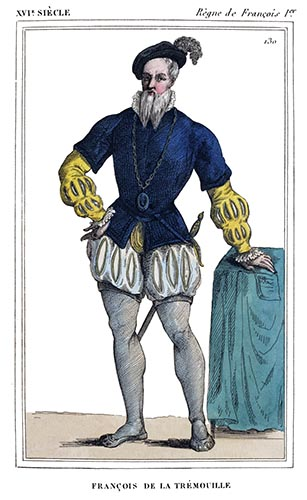
François de la Tremoille est le seigneur de Saujon au début du XVIe siècle. Il est le petit-fils de Charles de Coëtivy.

En 1481, la construction du château suscite des débats auprès des habitants de Saujon qui déposent une requête au roi à la suite du prélèvement que perçoit Charles de Coëtivy sur le guet par ses sergents et qu’ils n’avaient jamais dû s’acquitter d’une quelconque taxe auparavant. Le comté de Taillebourg ainsi que le château de Saujon passèrent aux mains de la famille de la Trémoille par sa fille Louise de Coëtivy. Par testament en 1550, les enfants de François de la Trémoille se partagent son domaine ainsi que celui de leur grand-mère Louise de Coëtivy qui meurt en 1553. Georges le quatrième fils récupère la baronnie de Royan et la seigneurie de Saujon. La seigneurie étant peu rentable, il la revend en 1573 à Denis de Campet, un seigneur local qui possédait déjà une partie de la seigneurie de Saujon. Il en avait acquis une partie par son mariage avec Bertrande de Burlé.  Denis de Campet devient avec sa famille le premier occupant permanent du château. Il fut un seigneur protestant particulièrement actif lors des guerres de Religion et plaça sa seigneurie au cœur des conflits locaux notamment  en 1577 quand Charles de Mayenne passa par Saujon pour assiéger Brouage. Il fit prisonnier sur le port de Ribérou, les chefs de l'avant-garde du duc de Mayenne, Jacques de Lévis de Caylus et Philibert de la Guiche. Son fils Samuel-Eusèbe de Campet devient seigneur de Saujon en 1593 et occupe le château avec sa femme et ses onze enfants. Cependant la seigneurie devenue baronnie n’assure pas des revenus suffisamment importants et la famille de Campet frôle la dérogeance. Le château est alors constitué d’un corps de logis principal, d’un pavillon au nord bastionné et d’un colombier au sud. Le 27 novembre 1632, le cardinal de Richelieu en tournée d’inspection en Saintonge est gravement malade et se voit contraint de faire une halte une neuvaine de jours au château de Saujon afin de prendre du repos et pouvoir se rétablir comme l’écrit son secrétaire particulier :
« Les grandes douleurs de M. le Cardinal sont grâce à Dieu, passées, mais sa guérison entière ne peut venir qu’avec le temps. Il va demain à Saugeon où il fait estat de séjourner jusqu’à ce qu’il est recouvrée ».

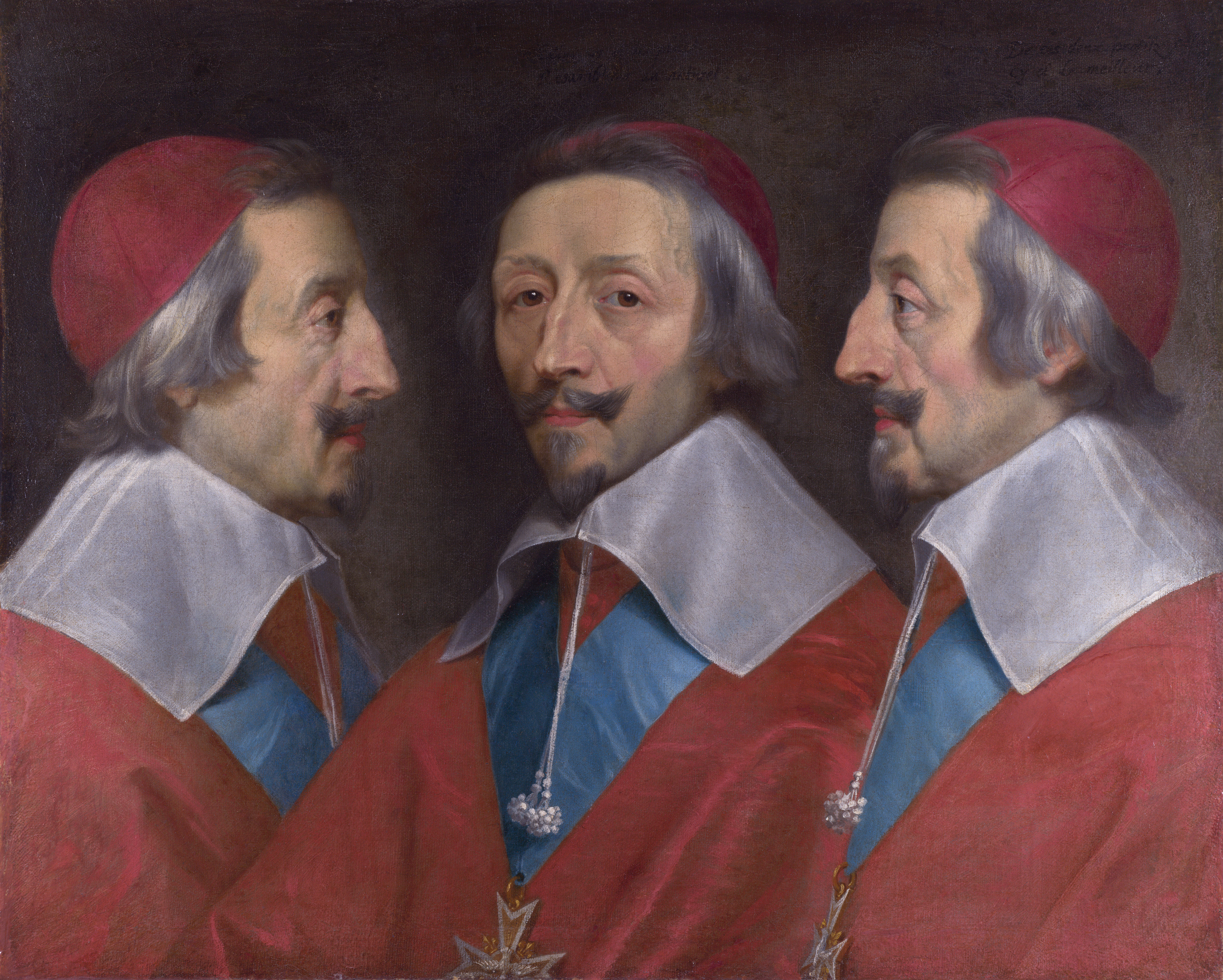
Le cardinal de Richelieu devient baron de Saujon en 1638.

Lors de ce séjour le cardinal est séduit par les perspectives économiques et militaires qu’offrent le site de Saujon et rattache la paroisse dès 1633 à son gouvernement de Brouage et contraint en avril 1638, le seigneur Samuel-Eusèbe de Campet de lui vendre sa seigneurie de Saujon,, la châtellenie du Chay et le bailliage de Ribérou pour une somme de 150 000 livres tournois et le droit de continuer de porter le nom Campet de Saujon. Le cardinal souhaite faire percer un canal entre la Seudre et Talmont-sur-Gironde afin de permettre aux navires marchands de remonter la Gironde à l’abri des intempéries et de s’octroyer un droit de passage grâce aux droits du port de Ribérou. Il prévoit aussi de faire construire un nouveau château et charge l’archevêque de Bordeaux de choisir le site le plus approprié entre Saujon et Cozes en octobre 1638. Ce dernier retient le site de Saujon et les travaux sont confiés à Pierre Lemaistre architecte de Richelieu chargé des fortifications de Brouage. Pierre Lemaistre dessine à Paris avec le cardinal les plans du futur château. Il s’agira d’un château à trois ailes dont l’aile droite sera une magnifique galerie, le tout flanqué de quatre gros pavillons. La toiture doit être recouverte d’ardoise fine d’Angers. Le château est également entouré de douves et un pont à l’arrière du château permet de faire la jonction avec les jardins. La cour du château est quant à elle fermée par un mur décoré de pilastres coiffés en leur sommet de vases. Le chantier est confié au neveu de Pierre Lemaistre, André Boyer et le château doit être achevé en décembre 1641. Les retards s’accumulent et quand le cardinal décède le 4 décembre 1642 sont château est quasiment achevé. La mort du cardinal provoque l’arrêt des travaux et André Boyer se voit contraint d’affermer le château dans le but de l’achever et de rembourser les dettes qui se sont accumulées. Cependant les revenus insuffisants de la seigneurie et les conflits de successions entre les différents héritiers du cardinal amènent à un délaissement de ce dernier qui tombe vite en ruine.
En 1758, le duc d’Aiguillon, héritier du cardinal de Richelieu vend pour la somme de 150 000 livres tournois la baronnie de Saujon et d’Arvert au maréchal de Sénectère. Ce dernier fait établir un procès-verbal pour estimer l’ampleur des dégâts et le constat est sans appel, le château est inhabitable et la galerie, l’élément le plus luxueux du château a été transformé en une halle à bestiaux et les douves sont en grande partie comblées. Le maréchal de Sénectère se réserve le droit de le démolir afin d’en faire une carrière de pierre pour ses châteaux de Pisany et de Didonne. En 1782, un autre procès-verbal nous apprend que le pavillon entre le corps de logis principal et la galerie a été démoli. En septembre 1795, le château est saisi aux héritiers du maréchal de Senectère et est vendu en deux lots dont un à un certain monsieur Lemet.
En 1836, d’après le cadastre, il ne reste plus que le pavillon sud dans lequel se trouvait le grand-escalier du château qui desservait les autres pièces, les deux tiers du corps de logis principal ainsi que la galerie dont les arches ont été bouchées. C’est au cours du XIXe siècle que le château (le pavillon sud et le corps de logis principal) prend son aspect actuel, il se dote d’une tour carrée qui sert à desservir les pièces du château. Il conserve cependant quelques éléments du château prérévolutionnaire. En 1860, l’évêque de La Rochelle achète le château afin d’y établir un noviciat. Au cours de la Première Guerre mondiale, il est transformé en hôpital auxiliaire qui peut accueillir une centaine de personnes. Le peintre saujonnais Gaston Balande y servira comme infirmier,. En 1919, le conseil municipal achète le château et décide d’y transférer l’école des garçons qui était alors au cours Victor-Hugo. En 1976, l’école est à nouveau transférée et le château est transformé en maison culturelle et accueille jusqu’au début des années 2000 la bibliothèque municipale. En 2012, le château est restauré et accueille de nouveau les associations ainsi que l’école de danse et de musique de la commune. Au début des années 2010, le conseil municipal rachète la galerie dans le but de procéder dans le futur à une réunion des deux éléments.

## Éléments architecturaux

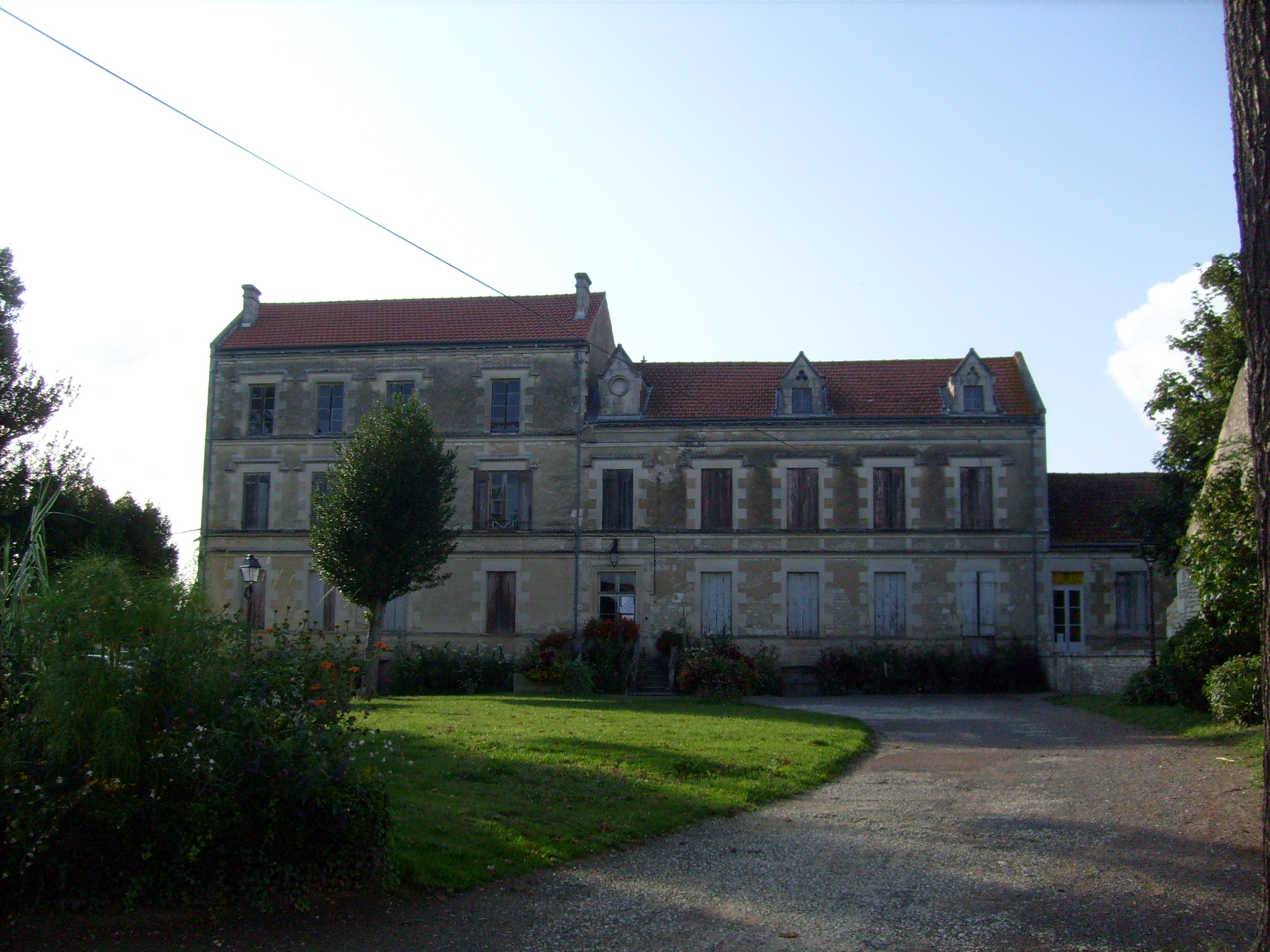
Le château avant restauration

De la construction du cardinal, il ne reste que peu d’éléments du château originel. Il est cependant possible d’observer sur le pavillon sud deux croisées condamnées ainsi que les bases en pierre de taille du château côté douves. Pour ce qui est de la galerie, il s'agit probablement de la partie du château la moins transformée dans son aspect extérieur, il demeure les trois croisées côté douves (condamnées), les six arches qui sont toutes condamnées ainsi que les bases des douves. Cependant, elle demeure inaccessible au public du fait de la construction autour d’autres bâtiments qui la cachent, ainsi que de la vétusté du bâtiment. Le château est entièrement restauré entre 2011 et 2012 pour sa partie principale.